# Paulo Barros (músico)
Paulo Barros (Valadares, Vila Nova de Gaia, 5 de junio de 1963) es un guitarrista y compositor portugués, miembro de la banda de heavy metal Tarantula y autor de una obra en solitario en el que explora otros cuadrantes del rock.

## Biografía
En 1981, fundó, junto con su hermano, Luis Barros, la banda Mac Zac, que adoptó el año siguiente el nombre de la Tarantula. 
En los primeros años de la banda, la actividad acumulada del músico se mezclaban con otras actividades, trabajando en una oficina en el restaurante de su padre y de una empresa de topografía. Además, se unió a la banda de heavy metal/hard rock Xeque-Mate e incluso un grupo de baile.
En la década de 1990, ya después de la segunda edición del álbum de Tarantula,  Kingdom of Lusitania, se dedicó exclusivamente a la música, no solo como compositor e instrumentista, sino también como maestro y consejero. Además de haber hecho muchos talleres en diferentes países, fundó, junto con su hermano Luis, el Rock'n'School, una escuela de música y canto donde el propio Paulo Barros y otros artistas dan clases y estudios de Rock'n'Roll.
En 1998, debutó como solista con Vintage, un álbum que cumple 20 años de conexión con la guitarra y que contó con la colaboración de invitados de varios estilos musicales como Jorge Romão (GNR) o Rui Vilhena (Voces de Radio). 
El segundo álbum en solitario, Gemini, fue lanzado en 2003. K:arma 6, el tercer álbum en su propio nombre, con el que Paulo Barros cumple 30 años de conexión con la guitarra y es un homenaje a los guitarristas que influyeron en él, fue editado en septiembre de 2007.

## Discografía en solitario
- Vintage (1998) Tornado Records
- Gemini (2003) Point Music
- K:arma 6 (2007) Gluetone